# Moto Guzzi V 40-serie
De Moto Guzzi V 40 was een motorfietstype van Moto Guzzi dat in twee versies werd geproduceerd: de V 40 Capri en de V 40 Targa.

## Voorgeschiedenis
Moto Guzzi had al in 1977 de Moto Guzzi V 50 en de Moto Guzzi V 35 geïntroduceerd. Dat waren lichte V-twins die gericht waren op jonge kopers op de Europese markt. Voor sportieve rijders kreeg de V 35-serie een kleine kopie van de Moto Guzzi Le Mans in de vorm van de V 35 Imola en de V 35 Imola II. Deze laatste had het uiterlijk van de Le Mans 1000. De grote Japanse merken richtten zich aan het einde van de jaren tachtig voor hun binnenlandse markt op de populaire 400 cc klasse, met modellen als de Honda CBR 400 F, R en RR, GB 400 TT, NS 400 R, VFR 400 R, de Kawasaki EL 400 Eliminator, GPz 400, ZXR 400 (R), de Suzuki GSF 400 Bandit, GSX 400 E en F, GSX 400 X Impulse, GSX-R 400 en de Yamaha FZ 400 (R) en FZR 400 (R). Meer kapitaalkrachtige Japanners vonden het juist apart om een Europese motorfiets te kopen. Vooral Ducati was er populair. Het was dan ook niet onlogisch dat de Italianen ook motorfietsen gericht op de 400 cc markt in Japan gingen maken. Ducati deed dat pas in de jaren negentig met de Ducati 400 SS en de Ducati Monster 400, maar Moto Guzzi bracht al in 1988 de V 40 Capri uit.

## V 40 Capri
Zoals gebruikelijk bij Moto Guzzi werden de nieuwe modellen voor 1988 al in november 1987 aan het publiek voorgesteld tijdens de motorshow van Milaan. De Capri was deels gebaseerd op het prototype van de Moto Guzzi 350 Falco, maar veel minder extreem vormgegeven. Hij leek op een opgeboorde Imola II, maar toch waren er verschillen. De wielen maten vóór en achter 16 inch, zoals bij de Falco, het frame kwam van de Imola II. De boring was gelijk aan die van de 350 Falco, de slag was echter verlengd tot 45 mm, waardoor de machine op een cilinderinhoud van ca. 390 cc kwam. Het opgegeven vermogen van 43 pk was zelfs hoger dan dat van de Falco, die twee bovenliggende nokkenassen had, maar die de Capri moest missen. Door het "Le Mans 1000" uiterlijk kreeg de machine een klein stuurkuipje, een belly pan en een kleine spoiler achter het duozadel.

### Motor
De motor was een langsgeplaatste 90° V-twin met vier kleppen per cilinder die echter aan beide kanten nog door twee sets stoterstangen en tuimelaars werden bediend. Er waren "Heronzuigers" toegepast, waarbij een deel van de verbrandingsruimte in de zuigerbodem was uitgespaard. Het carter was horizontaal gedeeld. Het luchtfilterhuis was een grote, langwerpige plastic kast die in de "V" van de cilinders onder de tank lag. Op de voorkant van de krukas zat een wisselstroomdynamo.

### Aandrijflijn
De aandrijflijn was vergelijkbaar met die van de zwaardere modellen, maar er was een enkele droge plaatkoppeling toegepast. Daarachter zat een vijfversnellingsbak. In de rechterarm van de swingarm zat de cardanas.

### Rijwielgedeelte
Net als bij de zware modellen had de V 40 Capri een dubbel wiegframe, maar aan de achterkant maakte het bovenframe een lus omlaag tot boven de versnellingsbak. De versnellingsbak zélf zorgde voor de verbinding met het onderframe, zodat het motorblok een dragend deel van het frame was geworden. De onderste framebuizen waren demontabel om het motorblok te kunnen in- en uitbouwen. Aan de voorkant zat een luchtondersteunde hydraulisch gedempte telescoopvork, de swingarm scharnierde in de versnellingsbak en werd afgeveerd door twee luchtondersteunde schokdempers met buitenliggende schroefveren. Aan de voorkant zaten twee remschijven, achter zat één schijf. Dankzij het integraal remsysteem werd de achterschijf samen met een van de voorschijven door het rempedaal bediend. De machine was uitsluitend leverbaar in "Italian Red".

## V 40 Targa
De Targa volgde in 1990 de Capri op. Uiterlijk was er niets veranderd, maar de vierkleps cilinderkoppen waren vervangen door minder gecompliceerde "ouderwetse" tweeklepskoppen. Dat had Moto Guzzi inmiddels ook bij de V 35-, de V 65- en de V 75 modellen gedaan.

## Technische gegevens
| Moto Guzzi             | V 40 Capri                                               | V 40 Targa                                               |
| ---------------------- | -------------------------------------------------------- | -------------------------------------------------------- |
| Periode                | 1988-1990                                                | 1990-?                                                   |
| Categorie              | sportmotor                                               | sportmotor                                               |
| Motortype              | kopklepmotor met 8 kleppen                               | kopklepmotor met 4 kleppen                               |
| Bouwwijze              | langsgeplaatste 90° V-twin                               | langsgeplaatste 90° V-twin                               |
| Cilinders              | aluminium                                                | aluminium                                                |
| Cilinderkoppen         | aluminium                                                | aluminium                                                |
| Klepbediening          | stoterstangen en tuimelaars                              | stoterstangen en tuimelaars                              |
| Carburateurs           | Dell'Orto PHBH 28                                        | Dell'Orto PHBH 28                                        |
| Ontsteking             | bobine en onderbrekers                                   | bobine en onderbrekers                                   |
| boring                 | 74 mm                                                    | 74 mm                                                    |
| slag                   | 45 mm                                                    | 45 mm                                                    |
| Cilinderinhoud         | 387,1 cc                                                 | 387,1 cc                                                 |
| Smeersysteem           | wet-sump                                                 | wet-sump                                                 |
| Compressieverhouding   | onbekend                                                 | onbekend                                                 |
| Max. Vermogen          | 43 pk bij 8.500 tpm                                      | onbekend                                                 |
| Topsnelheid            | onbekend                                                 | onbekend                                                 |
| Primaire aandrijving   | rechtstreeks                                             | rechtstreeks                                             |
| Koppeling              | enkelvoudige droge plaatkoppeling                        | enkelvoudige droge plaatkoppeling                        |
| Versnellingen          | 5 voetgeschakeld                                         | 5 voetgeschakeld                                         |
| Secundaire aandrijving | cardan                                                   | cardan                                                   |
| frame                  | dubbel wiegframe met dragende motor                      | dubbel wiegframe met dragende motor                      |
| Wielbasis              | 1455 mm                                                  | 1455 mm                                                  |
| Vering vóór            | luchtondersteunde telescoopvork                          | luchtondersteunde telescoopvork                          |
| Vering achter          | swingarm met luchtondersteunde hydraulische schokdempers | swingarm met luchtondersteunde hydraulische schokdempers |
| Banden                 | voor 100/90 × 16", achter 120/90 × 16"                   | voor 100/90 × 16", achter 120/90 × 16"                   |
| Rem(men)               | schijfremmen rondom, integraal remsysteem                | schijfremmen rondom, integraal remsysteem                |
| Gewicht                | 168 kg                                                   | 168 kg                                                   |
| Tankinhoud             | 18 liter                                                 | 18 liter                                                 |